# Динамо (дворец спорта, Москва)
Дворец спорта «Динамо» — спортивный комплекс в Северном округе Москвы, расположен между улицами Лавочкина и Ляпидевского (адрес арены — Лавочкина, 32). Был построен к летним Олимпийским играм 1980 года и рассчитан на приём 5000 зрителей. Является домашней ареной баскетбольного клуба «Руна» (как мужского, так и женского), а также тренировочной базой для мужской сборной России по волейболу. Дворец спорта также функционирует как площадка для любительских спортивных секций, развлекательных и официальных мероприятий.

## История

### Строительство

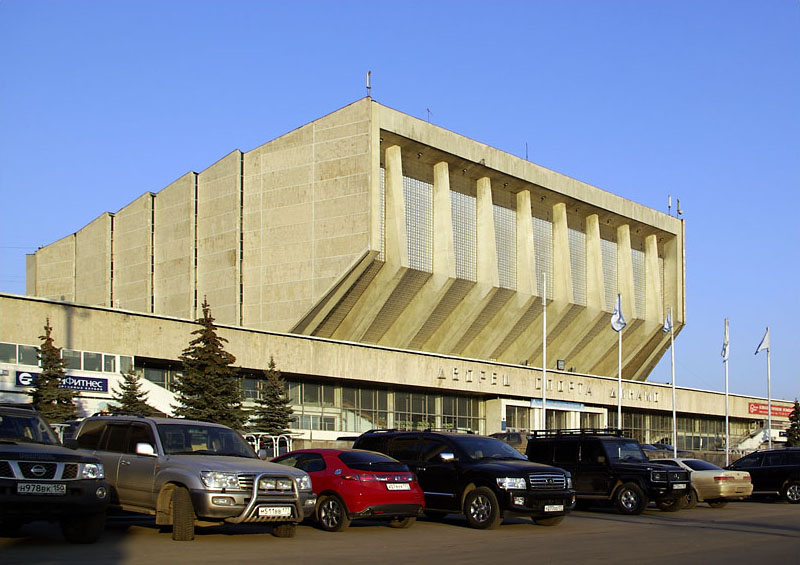
Вид на арену со стороны улицы Лавочкина

Дворец спорта «Динамо» был построен к московской Олимпиаде 1980 года. Проект комплекса разработали архитекторы И. Михалев, Е. Г. Розанов, Е. К. Чивиков, В. В. Милашевский, И. Михалев и инженеры-конструкторы Ю. Герчиков, Д. Леонтьев, В. Травуш, Ю. Фридман. Конструктивное решение и оформление были новаторскими для своего времени: силуэт здания напоминает поднятые в полёте крылья. Центральная часть — шестигранная в плане, снизу её подсекают наклонные плоскости трибун. По периметру стилобатного основания расположены террасы с широкими лестницами.
Здание строилось в жилом районе Химки-Ховрино и должно было вписываться в окружающую высотную застройку, сочетая в своей форме крупный масштаб и компактность. Искусствовед и знаток архитектуры Андрей Иконников отмечал выразительность дворца спорта, однако подчёркивал его «преувечеличенную грузность» и «трудные для восприятия геометрические очертания».
Во время Олимпиады-1980 в «Динамо» проходили состязания по баскетболу и гандболу. Позднее комплекс принимал крупнейшие международные и российские соревнования по волейболу, баскетболу, мини-футболу, художественной гимнастике и различным видам единоборств. В 1985 году в нём проводились съёмки финала музыкального фестиваля «Песня-85».

## Современность
Долгое время (до начала сезона-2020/21) Дворец Спорта «Динамо» являлся крупнейшим волейбольным центром России, домашней площадкой волейбольного клуба «Динамо», тренировочной базой российской сборной по волейболу, тренировочной базой детской спортивной школы олимпийского резерва по художественной гимнастике.
Также во Дворце спорта «Динамо» проводятся различные соревнования общества «Динамо», Федерации Кудо, Федерации художественной гимнастики, работает множество детских и взрослых спортивных секций и кружков. С 2019 по 2021 год стадион был домашней ареной гандбольных команд в еврокубках: мужского клуба «Спартак» (ныне — ЦСКА) и женского клуба ЦСКА . Помимо спортивных мероприятий, в нём также проводятся концерты, деловые и культурные события. С сезона 2021/22 арена является домашней для баскетбольных клубов «Руна» и ЦСКА-2.